# Joka
Joka is een historisch Duits motorfietsmerk.
"Joka" is de afkorting voor Joseph Kanzler GmbH Motorradbau, Großenhain.
Joka was een kleine Duitse fabriek die van 1923 tot 1927 een klein aantal motoren bouwde met 131 cc Esbe-tweetaktmotor. De Joka motorfietsen hadden een soort schommelvoorvork met een horizontaal liggende schroefveer, maar geen achtervering. Het zweefzadel was met twee eigen schroefveren afgeveerd. Er was een loop frame toegepast, met een dubbele bovenbuis waartussen de wigvormige, enigszins gebogen tank was gemonteerd. De Esbe-motor was een kamzuiger tweetakt met de uitlaatpoort aan de rechterkant en een buitenliggend vliegwiel. Het achterwiel werd door een riem aangedreven en er waren geen versnellingen aan boord. Wél was er een carbidlamp leverbaar.
Rond 1923 ontstonden in Duitsland vele tientallen kleine bedrijfjes die motorfietsen gingen produceren. Het betrof vaak fabrikanten die oorlogsproducten hadden gemaakt tijdens de Eerste Wereldoorlog. Juist door het grote aantal fabrikanten én de slechte economie, die nog leed onder de herstelbetalingen na de oorlog, bestonden de meesten niet lang.